# بندزرک
بندزرک، شهری در بخش بندزرک شهرستان میناب در استان هرمزگان ایران است. این شهر، مرکز بخش بندزرک است.

## جمعیت
بر پایه سرشماری عمومی نفوس و مسکن در سال ۱۳۹۵، جمعیت شهر بندزرک برابر با ۴٬۷۹۶ نفر (۱٬۲۷۹ خانوار) بوده‌است.